# Neunkirchner Straße (Wiener Neustadt)
Die Neunkirchner Straße führt vom Hauptplatz von Wiener Neustadt nach Süden. Sie war (und ist in Teilen immer noch) Teil der historischen Straßenverbindung von Wien Richtung Semmering und Wechsel sowie weiter zur Adria, die im 12. Jahrhundert zunehmend an Bedeutung gewann.

## Geschichte
Zur Zeit der Gründung Wiener Neustadts Ende des 12. Jahrhunderts führten drei wichtige Straßen von Wien durch das Wiener Becken. Der Gebirgsrandweg verlief über Perchtoldsdorf, Mödling, Baden und Vöslau in die Nähe von Fischau, von wo ein Ast durch das Steinfeld über Walpersdorf nach Ödenburg und ein zweiter durch die Blätterstraße über Neunkirchen, Straßhof und Feistritz am Wechsel verlief und in die Hartbergstraße mündete. Die Hartbergstraße wiederum war die Fortsetzung der alten Ebenfurther Straße und führte von Lichtenwörth über Lanzenkirchen und Erlach ins Pittental und über Pitten, Guntrams, Warth, Grimmenstein, Olbersdorf und Aspang über den Hartberg. 

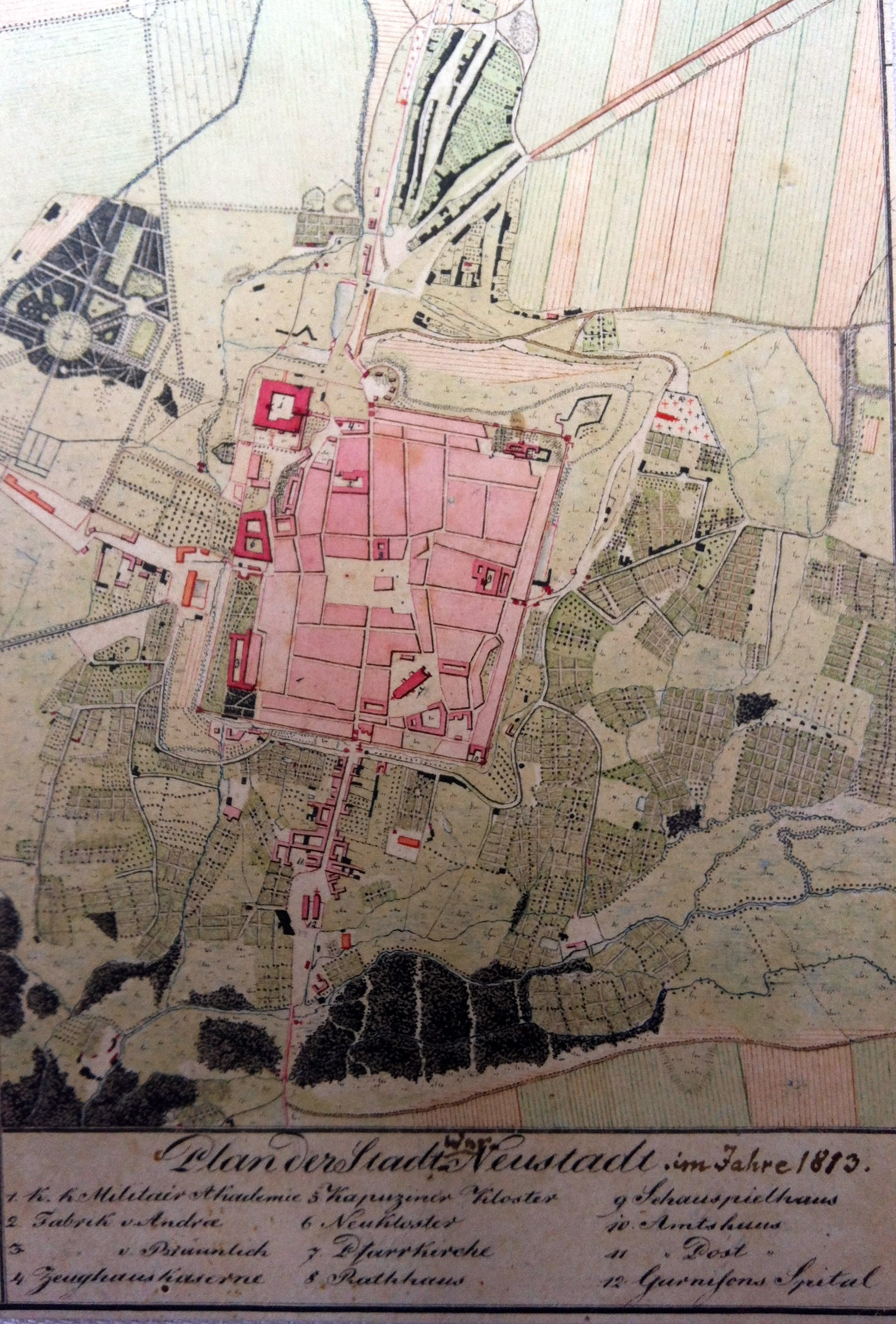
Wiener Neustadt 1813, mit Verlauf der Neunkirchner Straße vom Hauptplatz bis ungefähr in den Bereich der heutigen Marktgasse. (Süden ist oben!)

Im 12. Jahrhundert gewann hingegen die sogenannte Venediger Straße zunehmend an Bedeutung, die über Traiskirchen, Sollenau, Schwarzau am Steinfeld, Breitenau, Neunkirchen, Wörth und Schottwien über den Semmering verlief; die Verbindung über Fischau und Blätterstraße verlor zunehmend an Bedeutung. Die Venediger Straße ließ Herzog Leopold V. durch friulanische Straßenbaumeister ausbauen. Als Wiener Neustadt ab 1192 erbaut wurde, verlief die Straßenverbindung naturgemäß durch die Stadt. Ihren nördlichen Teil vom Wiener Tor der Stadtbefestigung bis zum Hauptplatz bildete die Wiener Straße, die Fortsetzung Richtung Süden vom Hauptplatz bis zum Neunkirchner Tor die Neunkirchner Straße. Fortan verlief der Durchzugsverkehr Richtung Süden über diesen Straßenzug. Außerhalb der Stadtmauer folgte er weiterhin der althergebrachten Route über Schwarzau am Steinfeld und Breitenau nach Neunkirchen.
Im Jahr 1762 begann die Festlegung einer Basislinie als Voraussetzung für die erste Vermessung Österreichs (Josephinische Landesaufnahme). Als Basis für die Triangulierung wählte der damit beauftragte Astronom Joseph Liesganig eine Strecke zwischen Wiener Neustadt und Neunkirchen, die heute als Wiener Neustädter Grundlinie bekannt ist. Durch den Föhrenwald wurde eine schnurgerade Schneise geschlagen, durch welche die Grundlinie verlief. Anfang und Ende wurden durch zwei steinerne Pyramiden nahe Wiener Neustadt und nahe Neunkirchen markiert. In dieser Schneise entstand eine völlig geradlinige Straße als direkte Verbindung zwischen Wiener Neustadt und Neunkirchen, die als Neunkirchner Allee bezeichnet wurde. 
1862 wurde das Neunkirchner Tor (und 1864 auch das Wiener Tor) abgerissen.
Nach dem Zweiten Weltkrieg wurde beschlossen, zur Entlastung der historischen Ortsdurchfahrt eine neue Nord-Süd-Verbindung durch die Stadt zu schaffen. Ab 1949 wurde die 12 Meter breite Grazer Straße geschaffen, die ab dem „Auge Gottes“ durch stark zerstörte Gebiete der Altstadt östlich des Hauptplatzes unter Benützung bestehender Gassen (Locatelli-, Mühl- und Niederländergasse) zum Burgplatz und zum Wasserturm führte, wo sie auf die Neunkirchner Straße traf. Dem Bau fielen jedoch auch einige Barock- und Empirehäuser sowie Mühl- und Basteiturm der Stadtbefestigung zum Opfer. Die Eröffnung der neuen Umfahrung fand am 24. September 1954 statt.
In den 1970er Jahren wurden die drei großen Straßen, die durch die Altstadt führen, sukzessive in Fußgängerzonen umgewandelt, als erste 1974 die Neunkirchner Straße vom Hauptplatz bis zur Bahngasse, gefolgt von der Herzog-Leopold-Straße und zuletzt ab 1987 auch die Wiener Straße im Bereich der Altstadt.

## Beschreibung

### Hauptplatz bis Bahngasse/Burggasse
Die Neunkirchner Straße beginnt (im Sinne der Nummerierung) am Hauptplatz zwischen dem Alten Rathaus und dem Haus Hauptplatz 29 – beide denkmalgeschützte Gebäude – und verläuft von dort zunächst geradlinig nach Süden. Die geschlossene Verbauung besteht einerseits aus meist dreigeschoßigen historischen Gebäuden, teils aus Mitte des 19. Jahrhunderts oder später, teils älteren Ursprungs, andererseits um Neubauten nach Zerstörung im Zweiten Weltkrieg oder auch mehrgeschoßige Neubauten aus den letzten Jahrzehnten des 20. Jahrhunderts. 
Ab der ersten Kreuzung (Sparkassengasse/Schulgasse) etwas breiter verlaufend, führt die Straße an Sparkassenbrunnen (vor dem Geschäftslokal der Wiener Neustädter Sparkasse) und Kuckucksuhr vorbei zum etwas in die Straße vorspringenden Komplex des 1666 gegründeten ehemaligen Jesuitenkollegiums (Nummer 17) mit dem im Hoftrakt errichteten Stadtsaal. Unmittelbar benachbart ist das im Kern aus dem 14. Jahrhundert stammende Haus Nummer 19 mit einer Renaissance-Sgraffitofassade. Ebenfalls unter Denkmalschutz stehen das anschließende Eckhaus zur Burggasse (Nummer 21) und das gegenüber liegende spätmittelalterliche Haus Nummer 28 (Identanschrift: Bahngasse 2). Weitere denkmalgeschützte Objekte sind das Bürgerhaus Nummer 3, aber auch ein unter dem Neubau Nummer 9 erhalten gebliebener gotischer Einsäulenraum sowie die frühgotische kreuzrippengewölbte Einfahrtshalle des im Krieg zerstörten Vorgängerbaus, die in ein Geschäftslokal integriert wurden. 
Bis zu Bahngasse/Burggasse ist die Neunkirchner Straße Fußgängerzone (für den Radverkehr besteht eine Ausnahme) mit Sitzgelegenheiten, Bäumen und einem im Bereich von Nummer 17 aufgestellten öffentlichen Bücherschrank. 

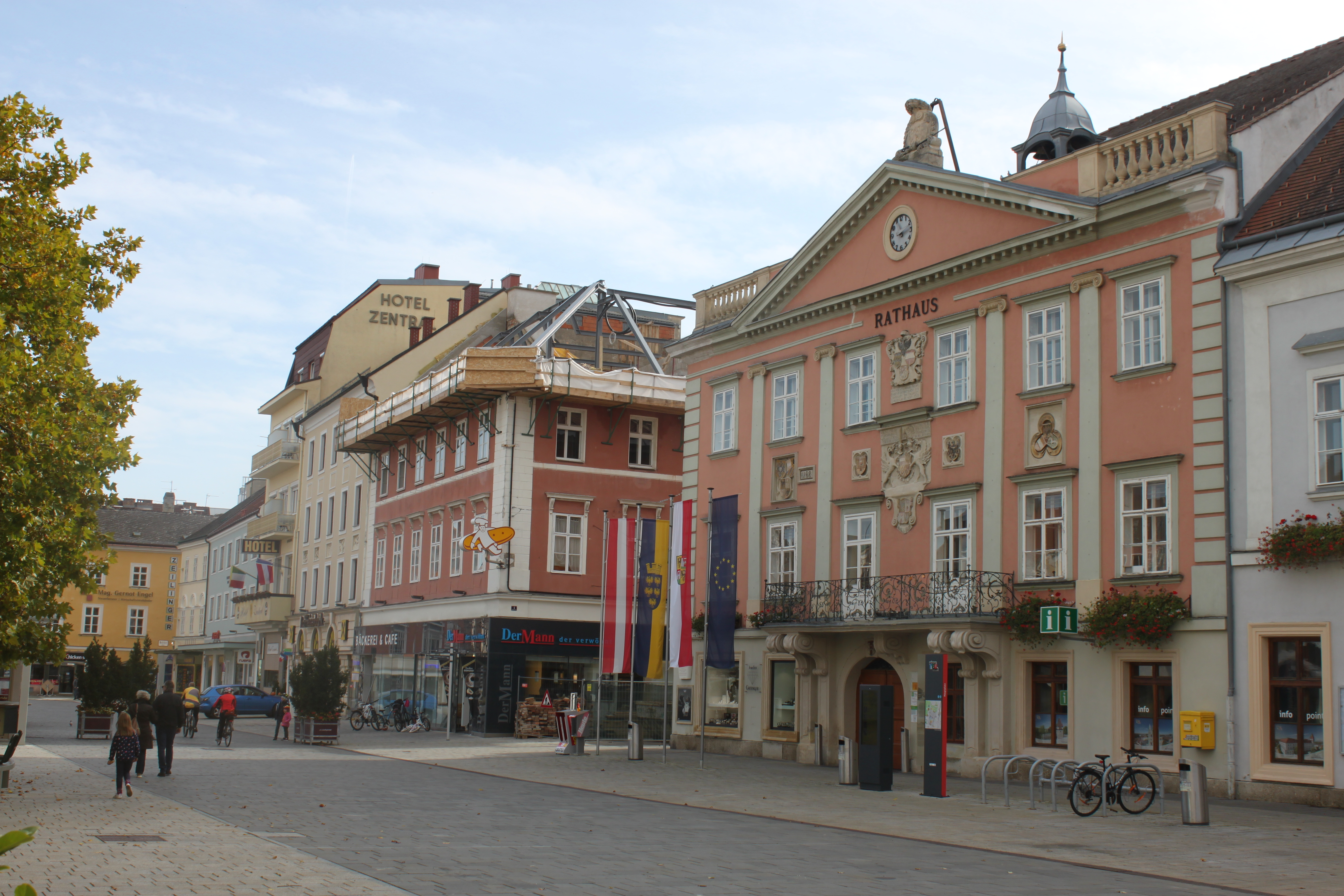
Die Neunkirchner Straße beginnt zwischen Nr. 29 (zurzeit Baustelle) und Rathaus
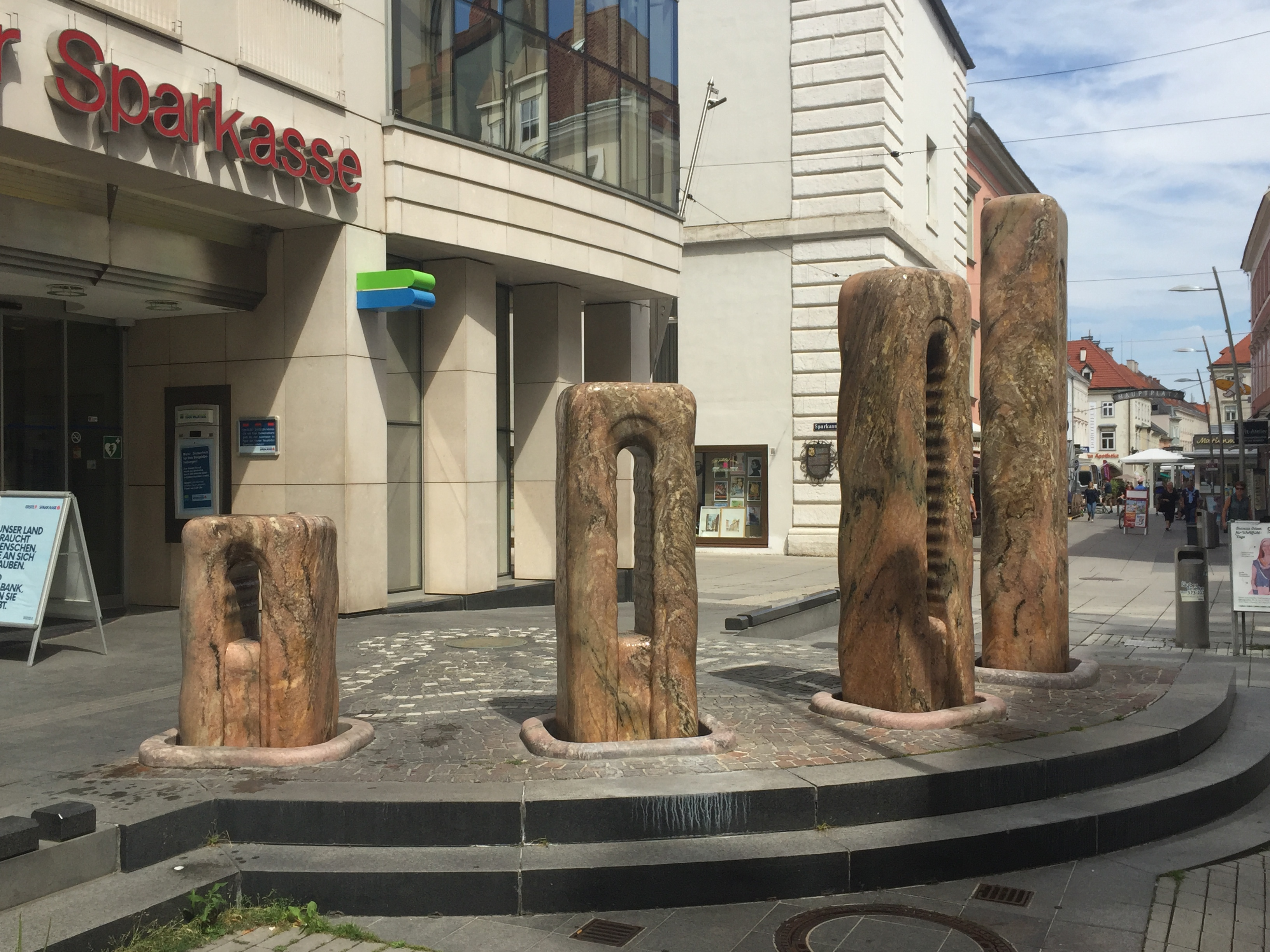
Sparkassenbrunnen
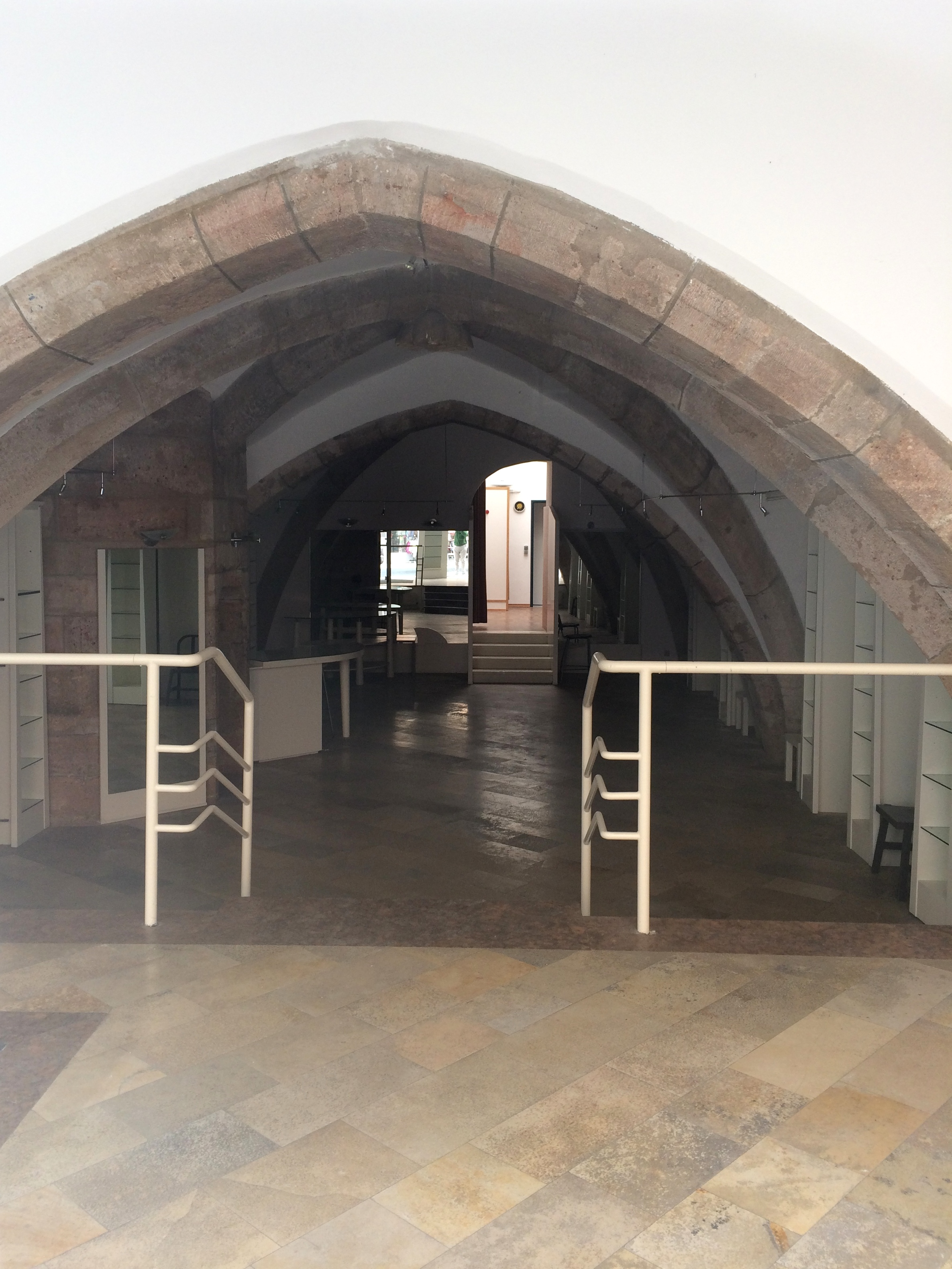
Gotische Bauteile in Neunkirchner Straße 9
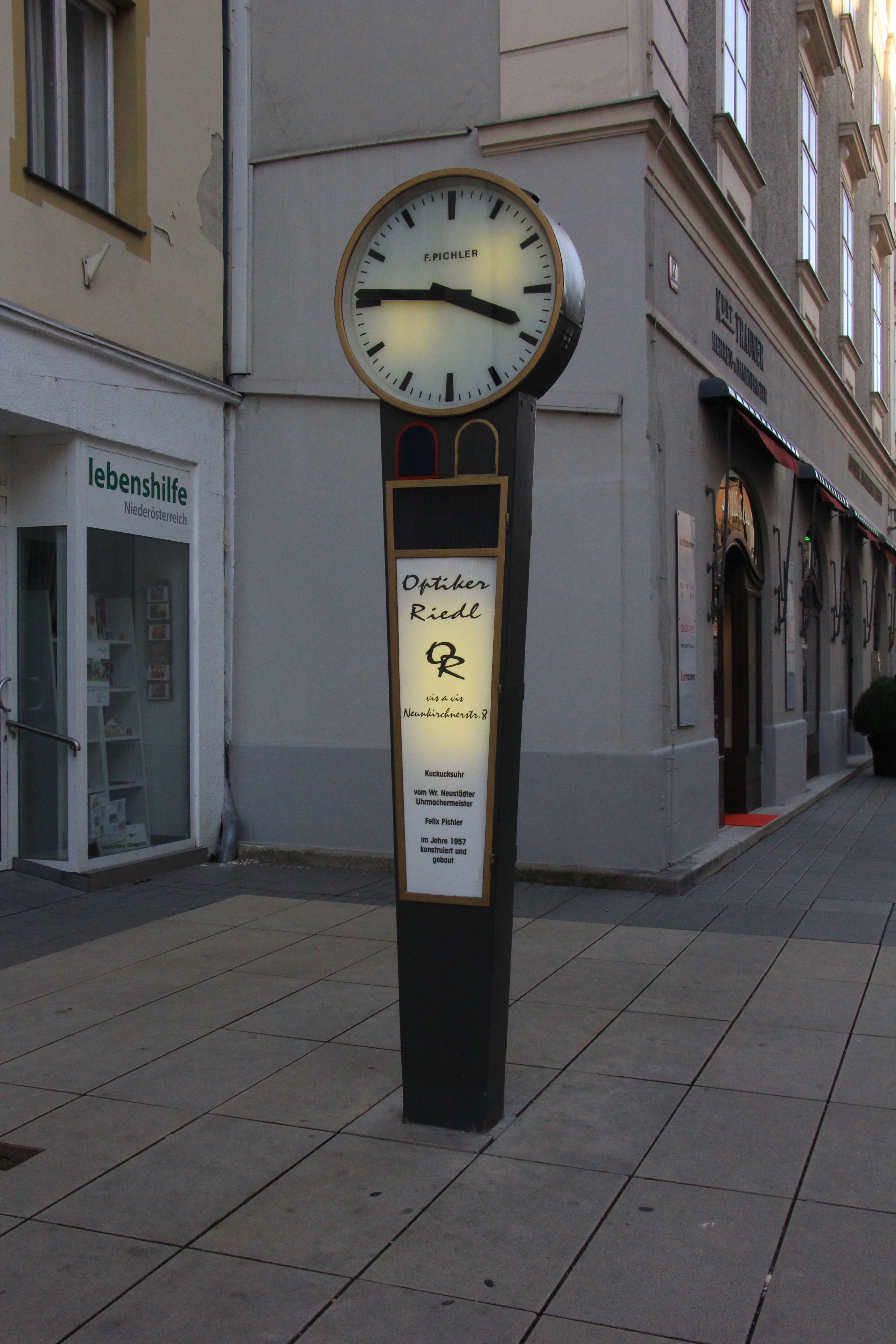
Kuckucksuhr
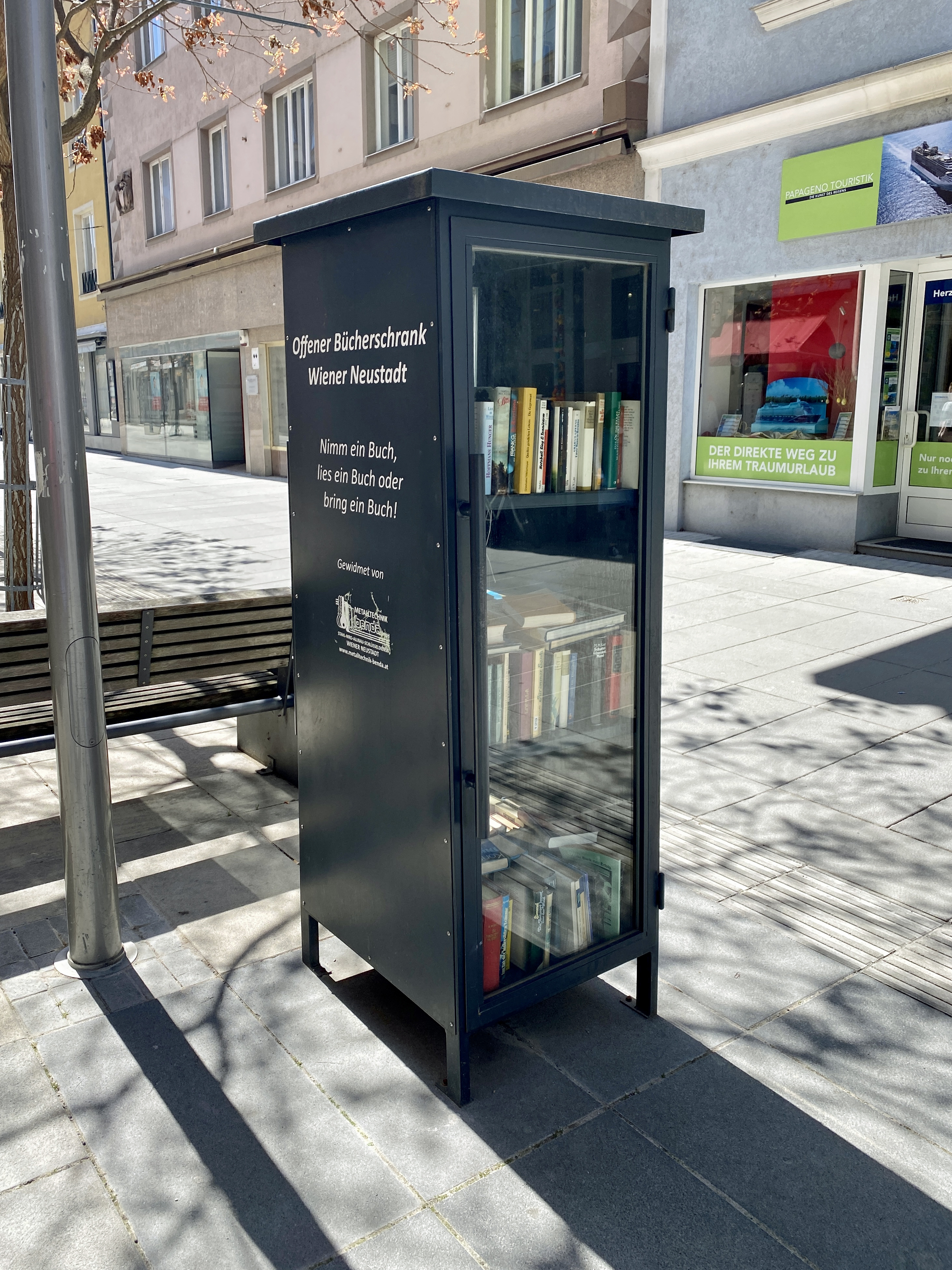
Öffentlicher Bücherschrank
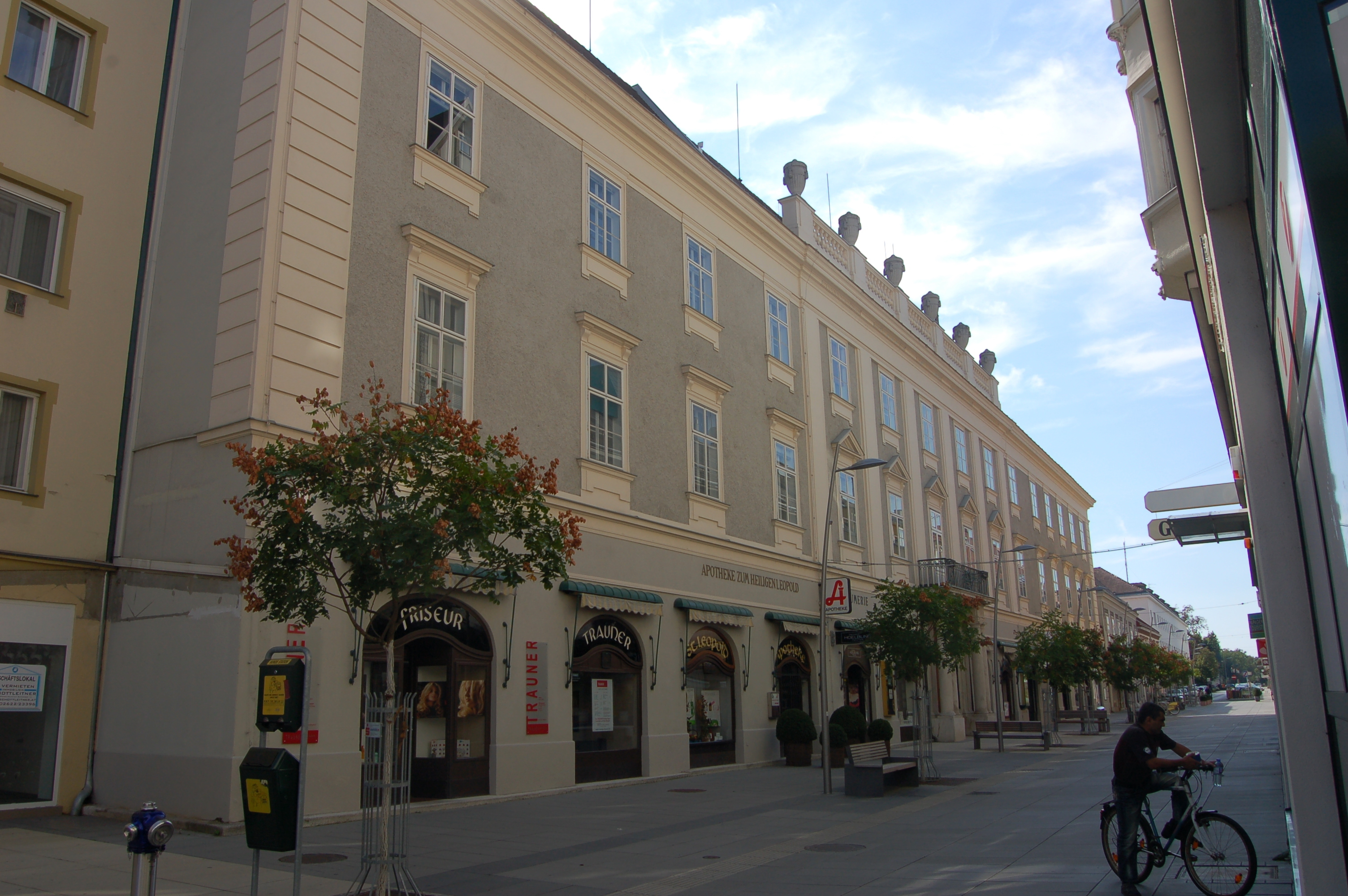
Jesuitenkolleg
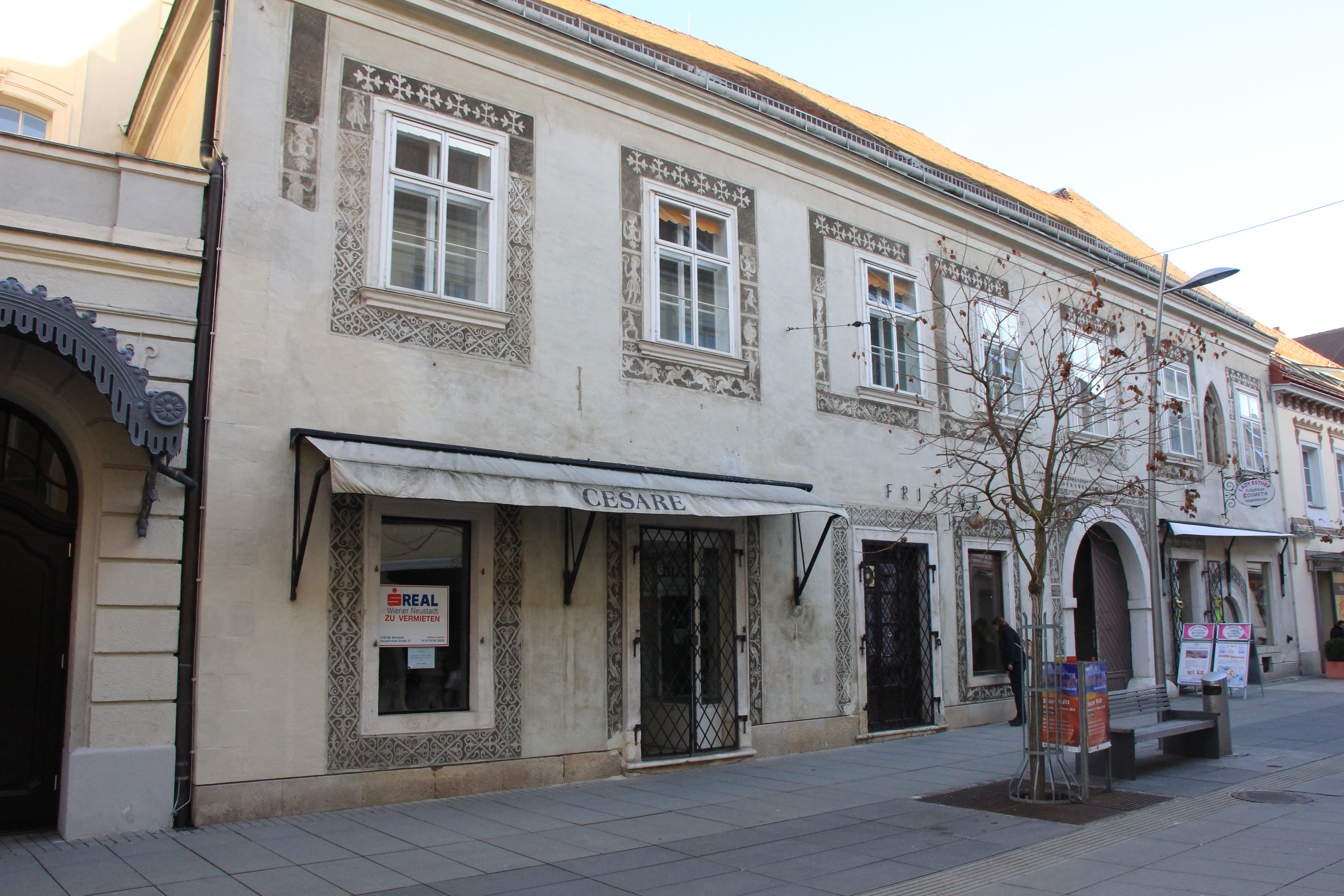
Sgraffito-Haus
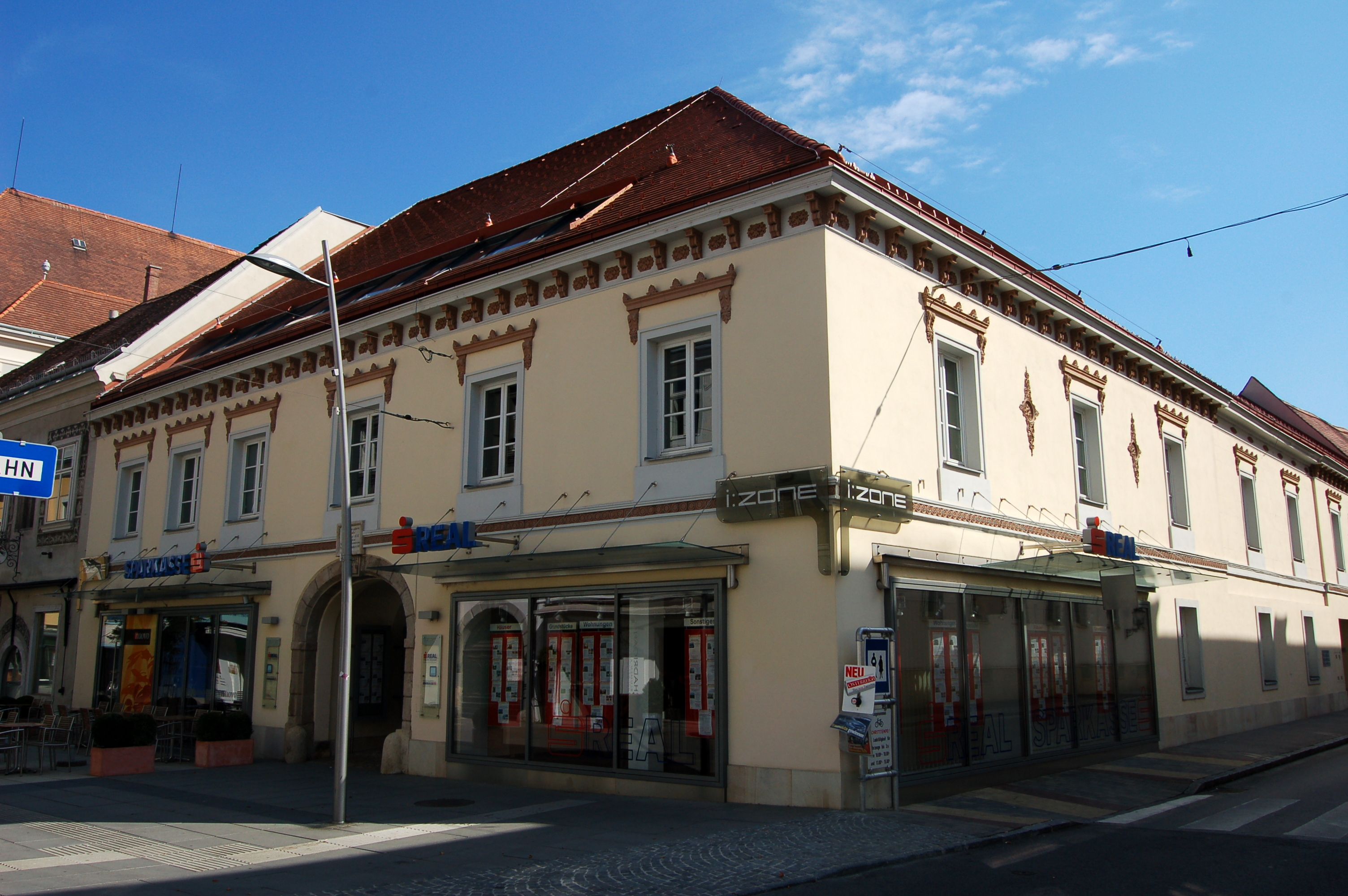
Eckhaus Nummer 21/Burggasse 1
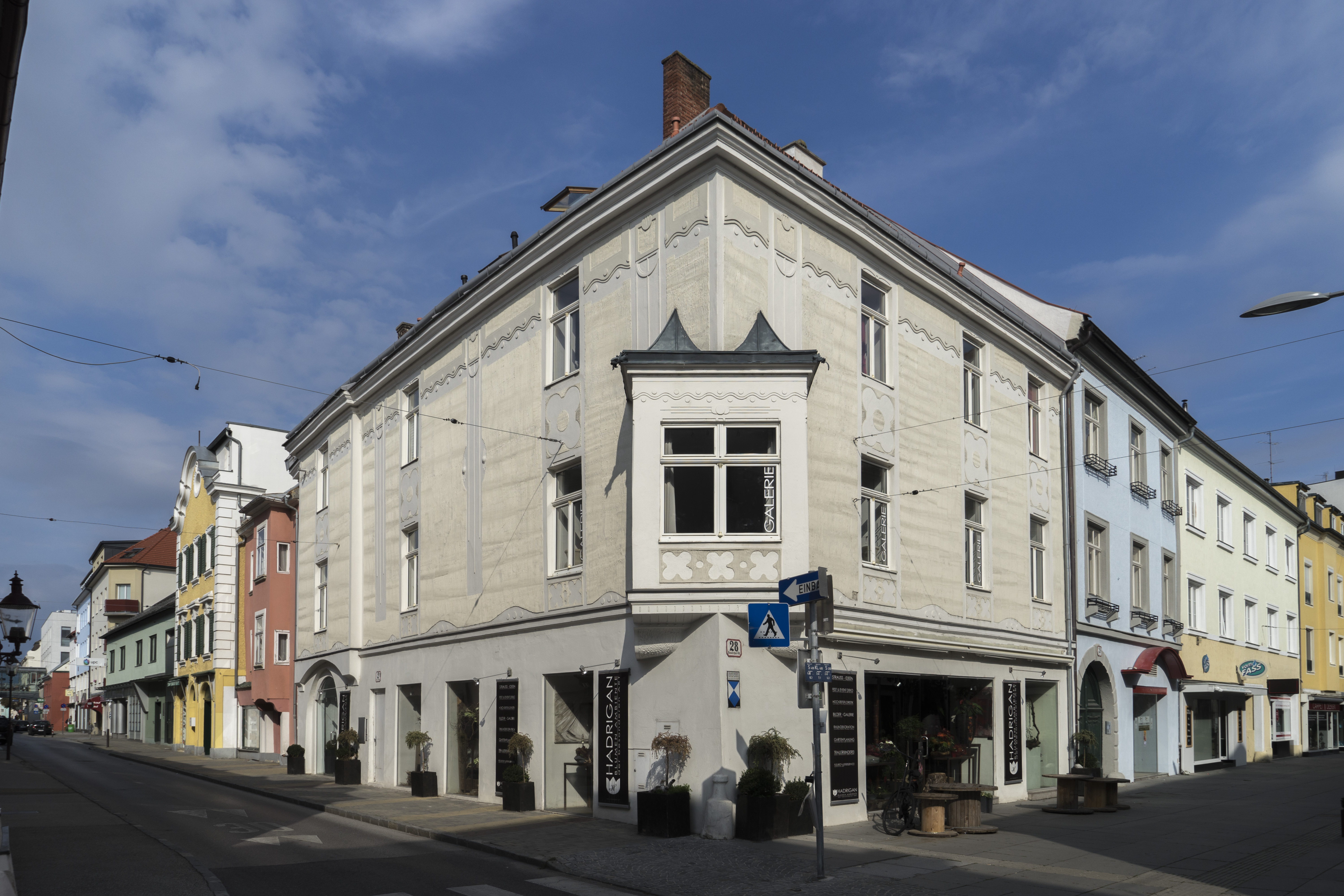
Eckhaus Nummer 28/Bahngasse 2

### Bahngasse/Burggasse bis Südtiroler Platz
Nach der Kreuzung setzt sich die Neunkirchner Straße zwischen der Rückseite des Gebäudes des Polizeikommissariats und des Vermessungsamtes, das 1955/1957 an Stelle des Renaissance-Zeughauses errichtet wurde, an der linken und spätmittelalterlichen Bürgerhäusern an der rechten Straßenseite fort. Nummer 30 (Identanschrift: Bahngasse 1) ist benannt nach seinem prominentesten Bewohner Peter Pusika („Pusika-Haus“); das Nachbarhaus Nummer 32 war ursprünglich Teil davon und wurde erst im 17. Jahrhundert abgetrennt. Auch das angrenzende Haus Nummer 34 (Eckhaus zur Bräuhausgasse, Nummer 2) steht ebenso wie Nummer 30 unter Denkmalschutz. Nach der nach rechts abzweigenden Bräuhausgasse folgt das Gebäude des Arbeitsmarktservice (Nummer 36), in dessen Hof sich quer zur Neunkirchner Straße verlaufende Reste der Stadtmauer und eine daran angebaute frühbarocke Sala terrena befinden. Im Hof des angrenzenden Gebäudes der EVN (Nummer 38) stehen Reste der mittelalterlichen Stadtbefestigung. Das Neunkirchner Tor befand sich in diesem Bereich.
An der linken Straßenseite liegt in diesem Bereich der Carl-Szokoll-Park mit einer Gedenktafel für Szokoll sowie einer Skulpturengruppe von Ljubomir Levacic, die an den zur Entstehungszeit (1994) in Jugoslawien herrschenden Krieg erinnern soll. Jenseits des Parks, der den Zwickel zwischen Neunkirchner Straße und Grazer Straße einnimmt, befindet sich die Burg von Wiener Neustadt. Zwischen dem Szokoll-Park links sowie einem Villengrundstück und dem Stadtpark rechts erreicht die Straße den Südtiroler Platz. 
In diesem Abschnitt ist durch die Neunkirchner Straße Verkehr mit Kraftfahrzeugen vom Südtiroler Platz zu Bahngasse bzw. Burggasse (mit einer Ausnahme für Radverkehr gegen die Einbahn) zulässig.

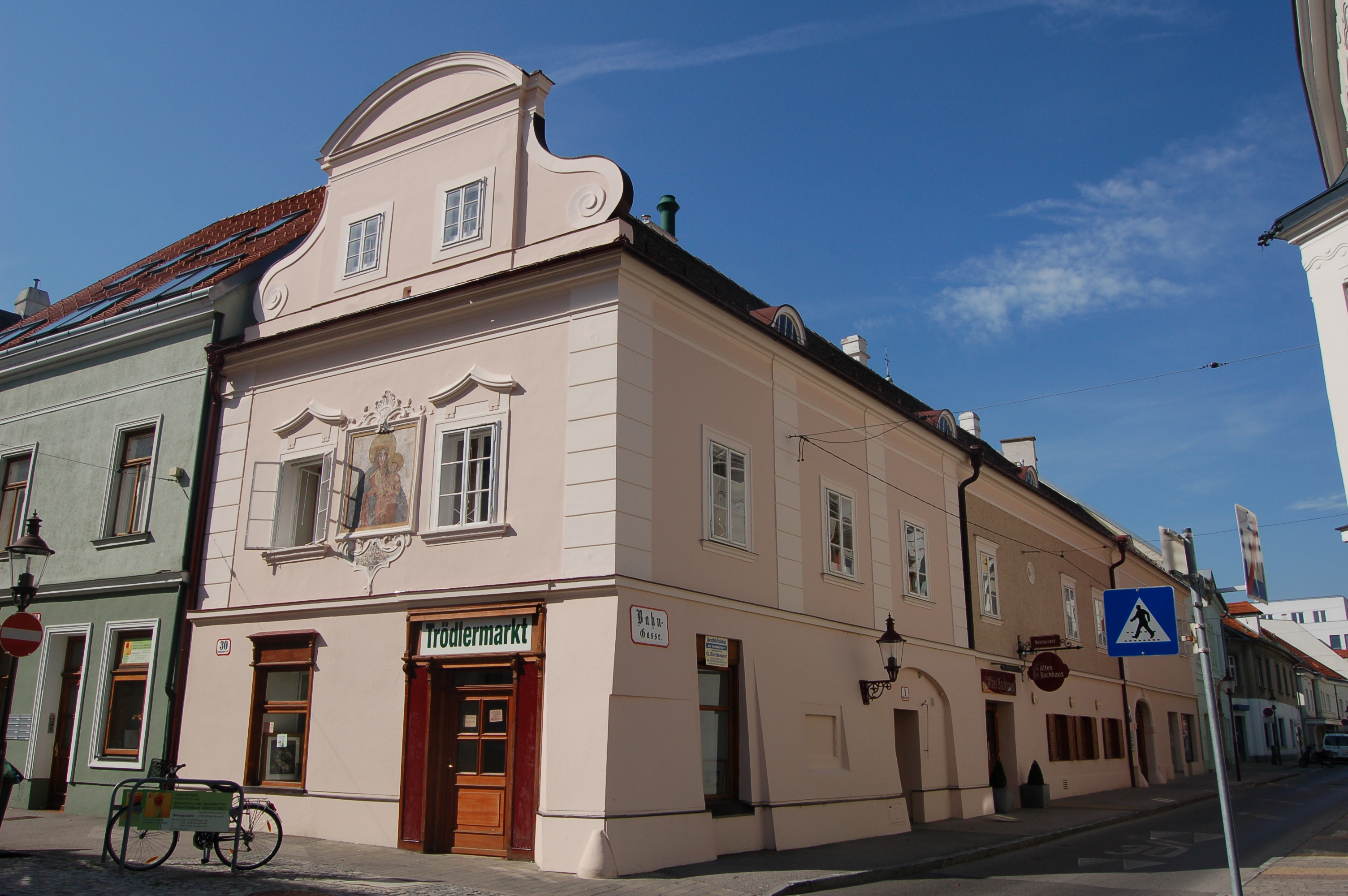
Pusika-Haus
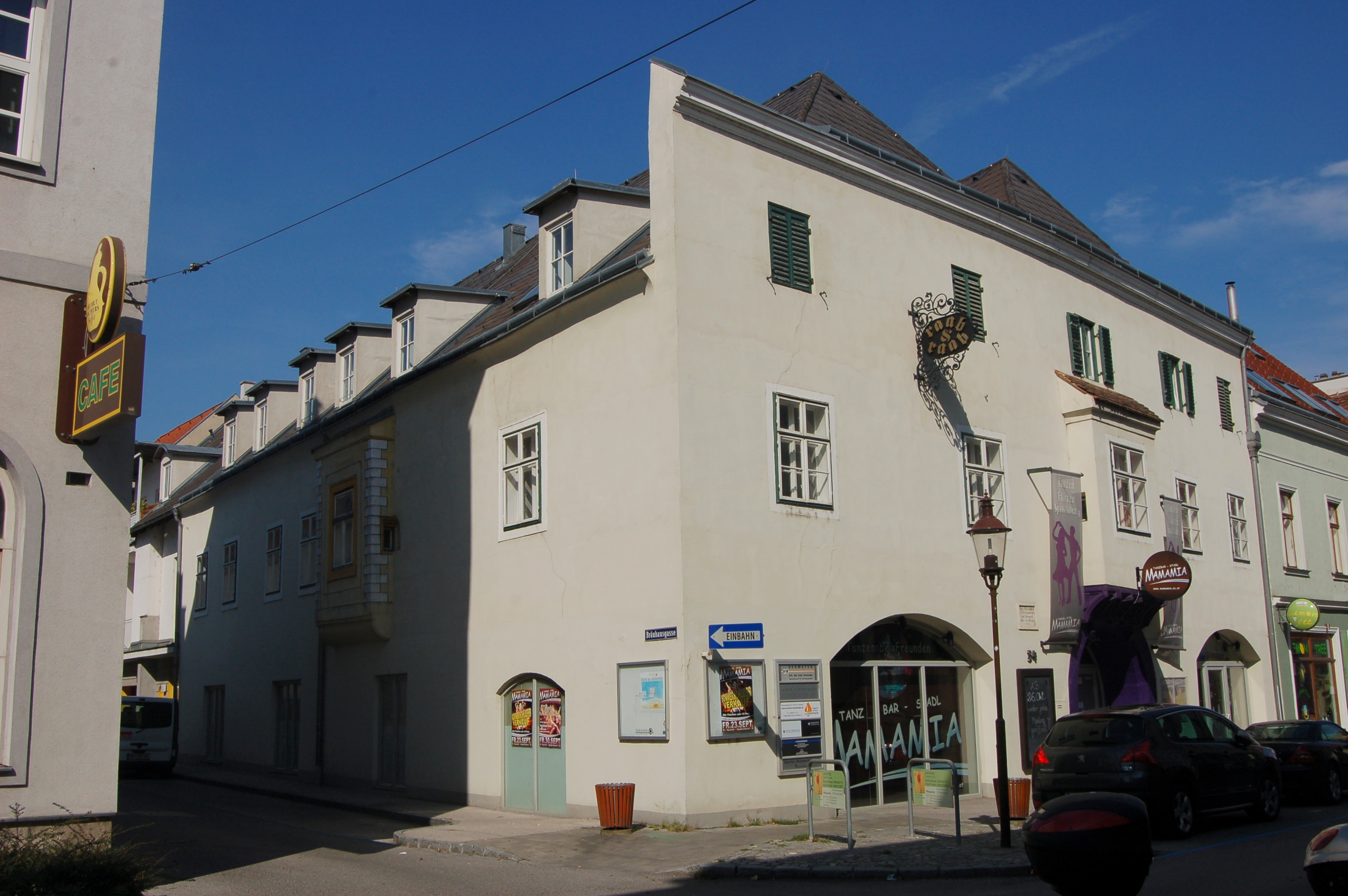
Nummer 34
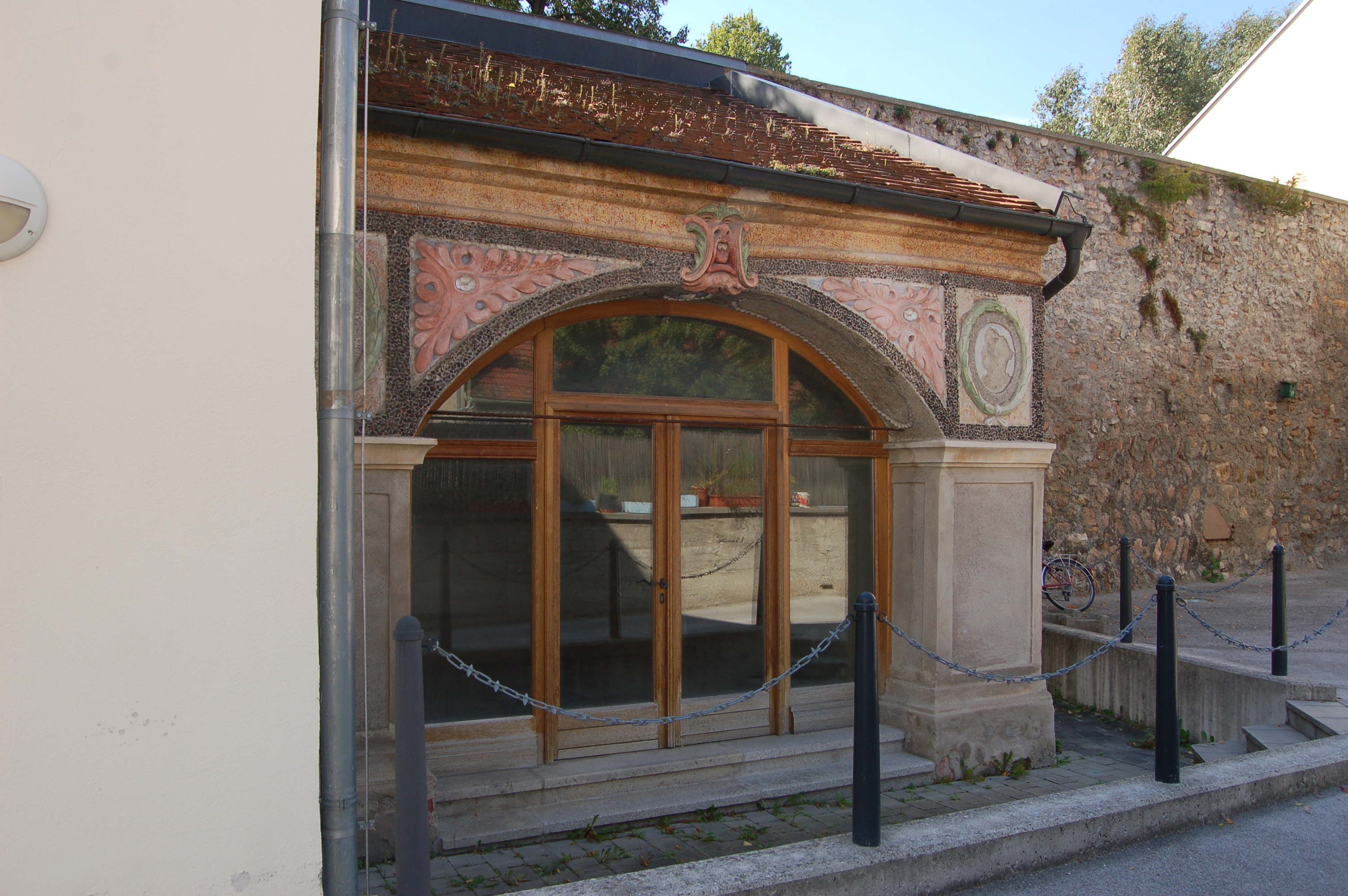
Nummer 36 – Sala terrena
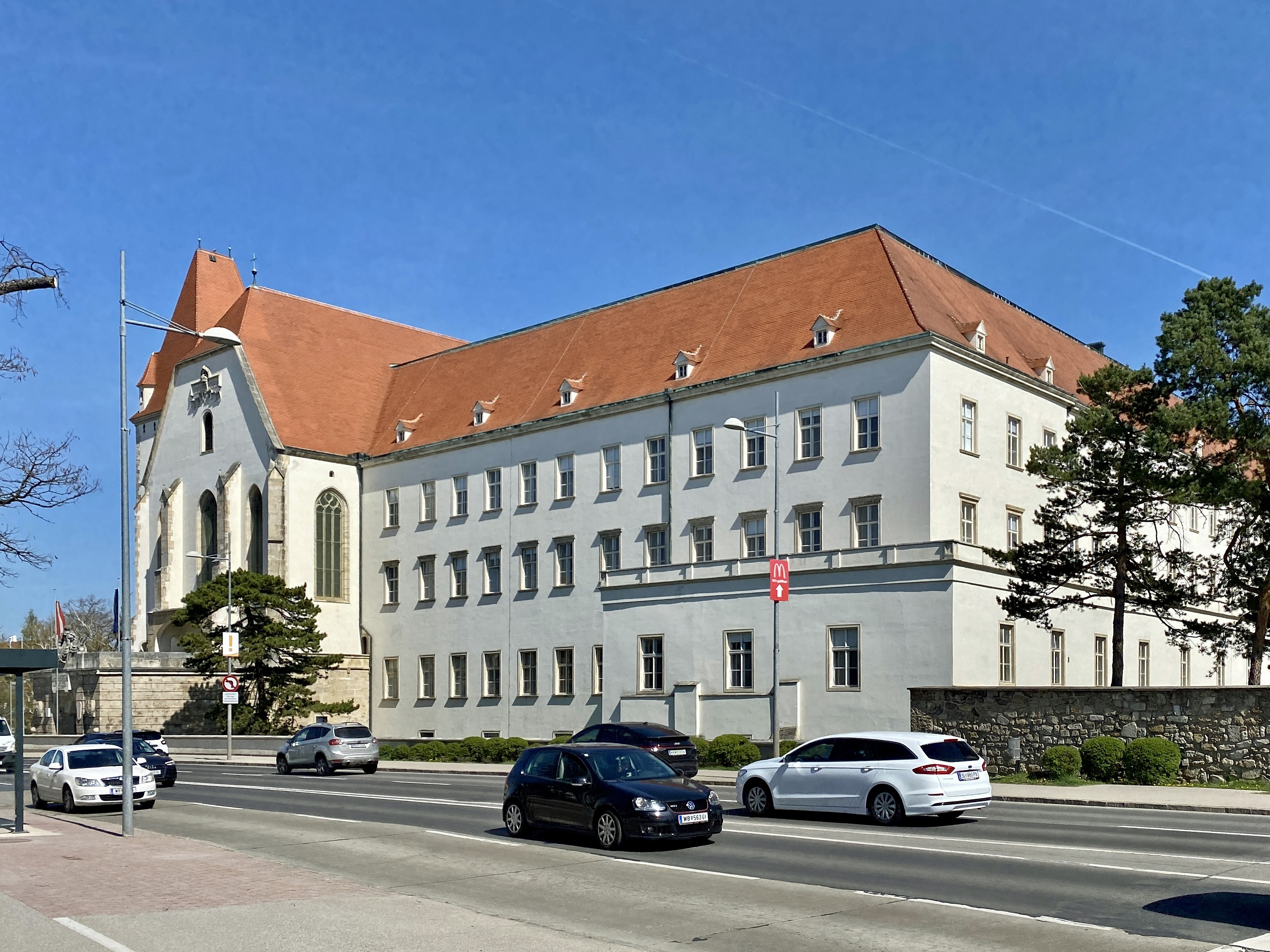
Burg, gesehen vom Carl-Szokoll-Park
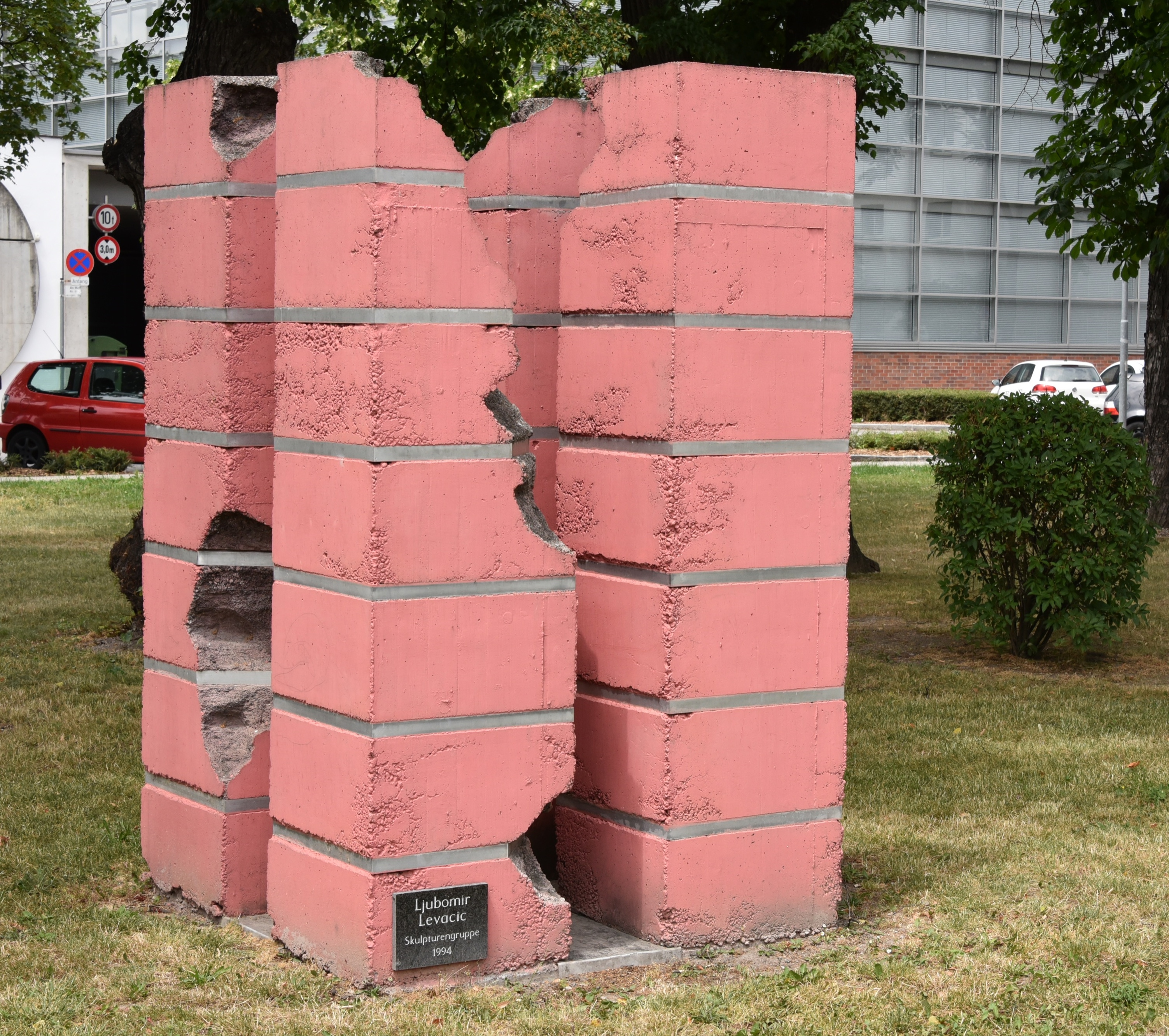
Skulpturengruppe von Ljubomir Levacic im Carl-Szokoll-Park

### Südtiroler Platz bis Stadtgrenze
Am Südtiroler Platz treffen die Grazer Straße – seit 1954 die Hauptdurchzugsstraße durch Wiener Neustadt und als solche Teil der Wiener Neustädter Straße B 17 –, die Günser Straße (Wechsel Straße B 54) in Richtung Wechsel, der Maria-Theresien-Ring mit seiner Fortsetzung Richtung Westen in der Puchberger Straße B 26 und die Neunkirchner Straße aufeinander. Die Neunkirchner Straße schwenkt auf der großen Kreuzung Richtung Südwesten und führt ab hier vollständig gerade bis Neunkirchen. Sie übernimmt dabei die Funktion als Ausfallstraße und wird Teil der B 17. 
Dem entsprechend ist sie in diesem Bereich fast durchwegs vierspurig für den Verkehr mit Kraftfahrzeugen ausgebaut. Radfahranlagen gibt es im Wesentlichen nur in der Nähe des Südtiroler Platzes in Gestalt kombinierter Rad- und Gehwege sowie beginnend bei der Bräunlichgasse ab der Bahnunterführung. An der Südseite endet der Rad- und Gehweg an der Molkereistraße, während jener an der Nordseite weitergeführt wird und nach dem Zollamt in einen baulich getrennten, bis zur St. Egydener Straße verlaufenden Radweg übergeht.
Die städtische Buslinie 11 befährt diesen Abschnitt der Neunkirchner Straße. 
Ausgehend von dem den Platz beherrschenden Wasserturm, einem Wahrzeichen Wiener Neustadts, verläuft sie zunächst zwischen Wohnbauten aus der Nachkriegszeit. Markanter Blickpunkt ist das Eckhaus zur Engelbrechtgasse (Neunkirchner Straße 52) mit späthistoristischem und secessionistischem Dekor der Architekten Hans Jaksch und Siegfried Theiss (1909). Wenige Schritte weiter erhebt sich der Liesganigstein, der ältere Endpunkt der Wiener Neustädter Grundlinie.
In weiterer Folge säumen vermehrt Gewerbeobjekte die Straße. Nach der Garage der öffentlichen Autobusse befindet sich unter Nummer 65 an der linken Seite der Komplex des ehemaligen Schlachthofs aus dem Ende des 19. Jahrhunderts, jetzt ein Kultur- und Jugendzentrum. Danach senkt sich die Straße in die Unterführung unter Mattersburger Bahn und Aspangbahn sowie der Verbindungsschleife zur Südbahn. In dem daraus gebildeten Dreieck steht das älteste Wiener Neustädter Arbeiterwohnhaus, errichtet 1874/75 von der Südbahngesellschaft.
Nach letzten Wohnbauten an der linken Straßenseite, einigen Gewerbeobjekten und dem Zollamt endet die Bebauung entlang der Neunkirchner Straße und auch das Ortsgebiet im verkehrsrechtlichen Sinn; die Straße verläuft aber immer noch im Gebiet der Stadt Wiener Neustadt und führt durch den Verkehrsknoten, der sie mit der Süd Autobahn A 2 sowie der Mattersburger Schnellstraße S 4 verbindet und auf dessen Gelände der Nördliche Basisendpunkt der Wiener Neustädter Grundlinie steht. Schließlich erreicht sie die Kreuzung mit der St. Egydener Straße (rechts), die zu einigen weiteren Gewerbebetrieben sowie einem Stützpunkt des ÖAMTC führt, und Im Föhrenwald (links), welche zur Waldschule führt. Einige Meter danach quert die Neunkirchner Straße – in der Natur nicht erkennbar – die Stadtgrenze von Wiener Neustadt.

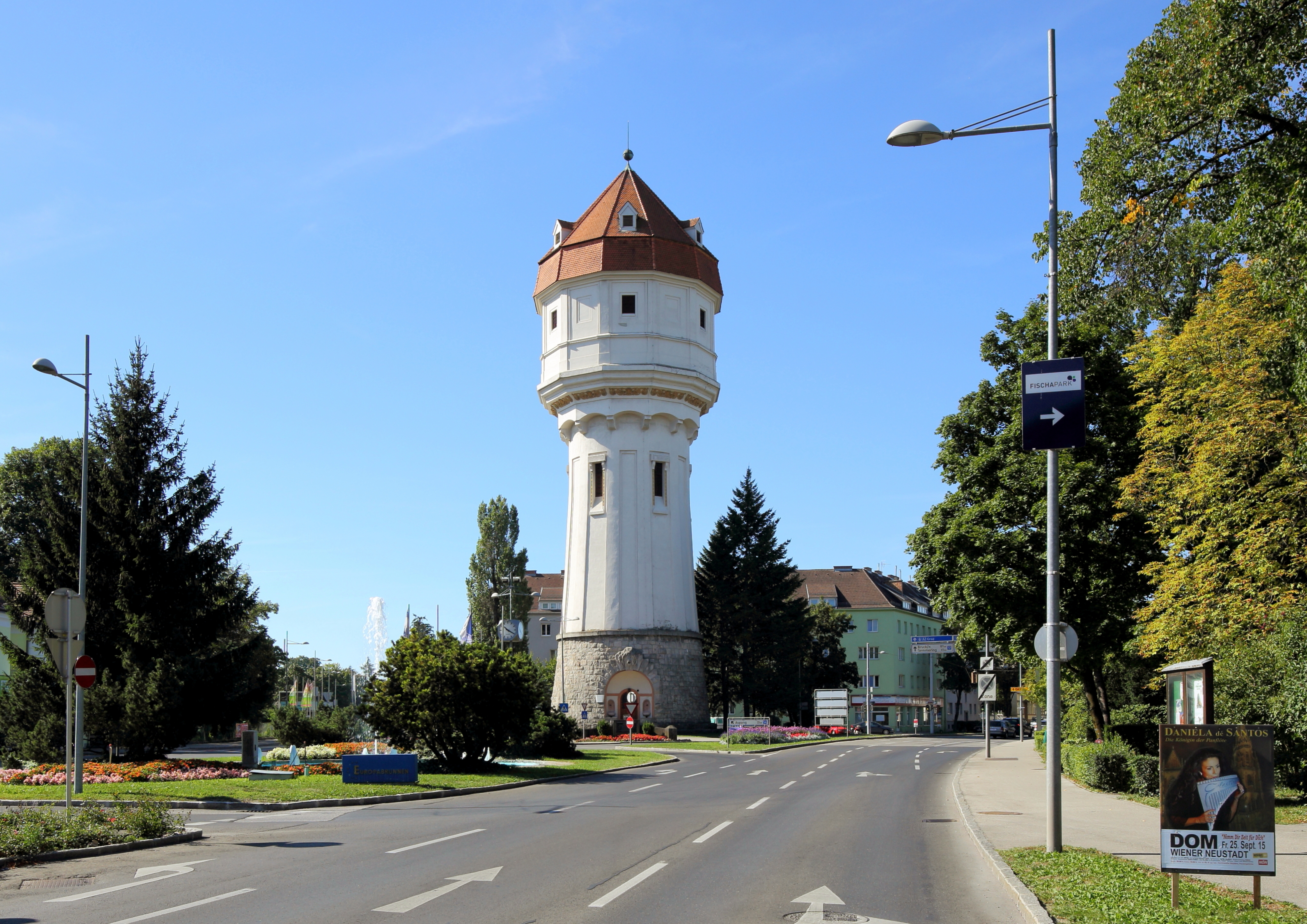
Südtiroler Platz mit Wasserturm
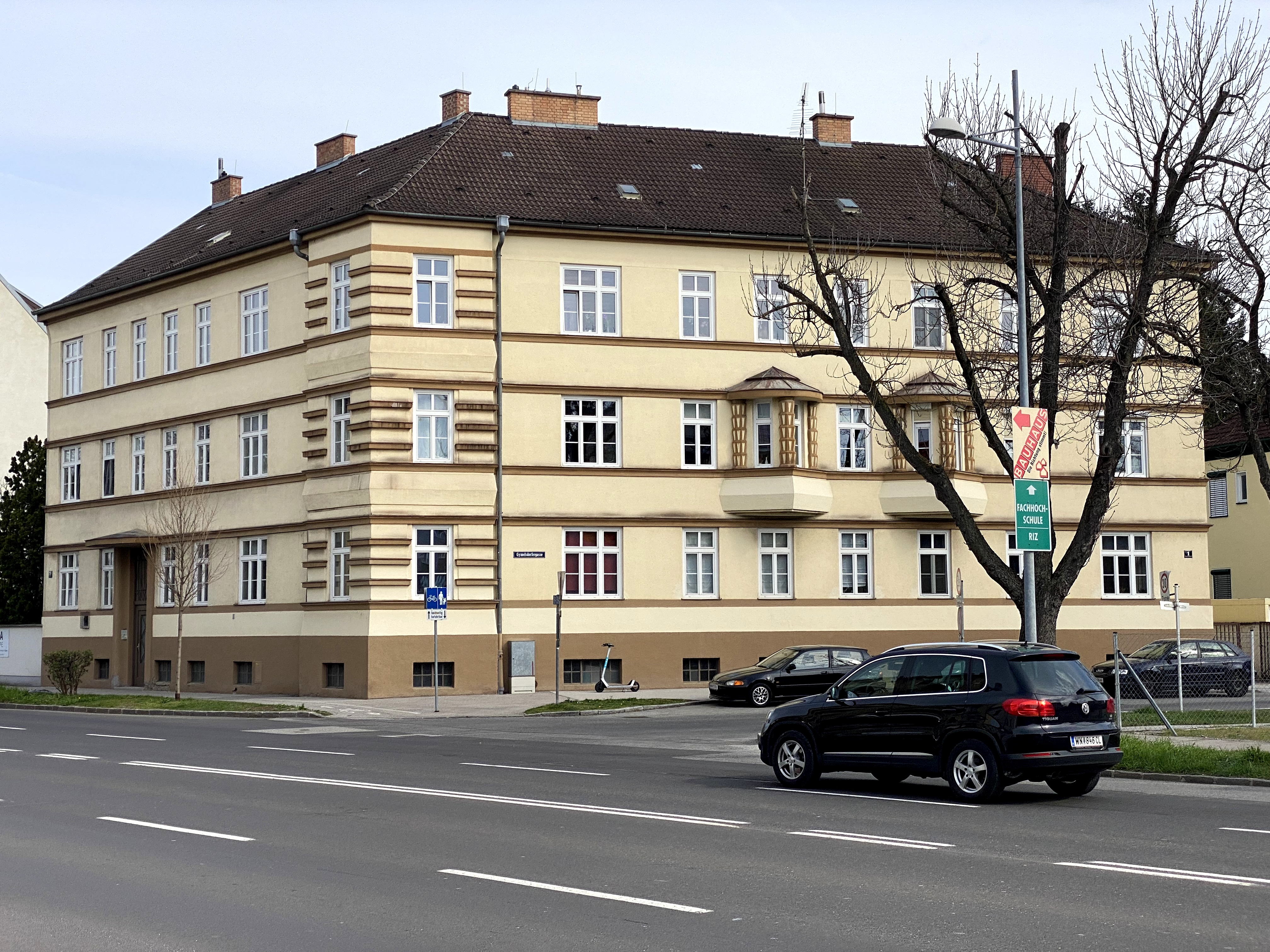
Neunkirchner Straße 39/Gymelsdorfer Gasse 1
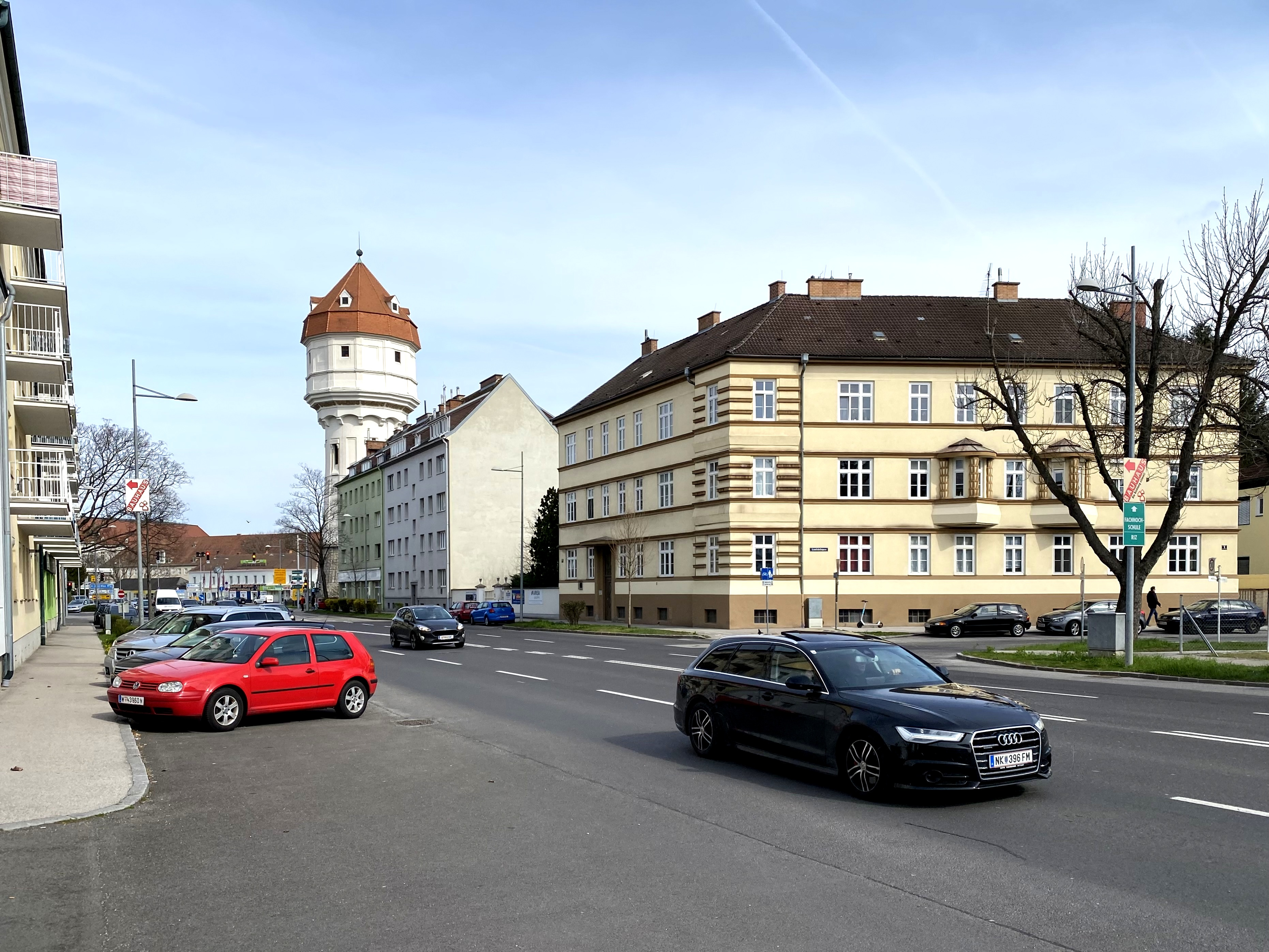
Bei der Gymelsdorfer Gasse, Blick Richtung Südtiroler Platz
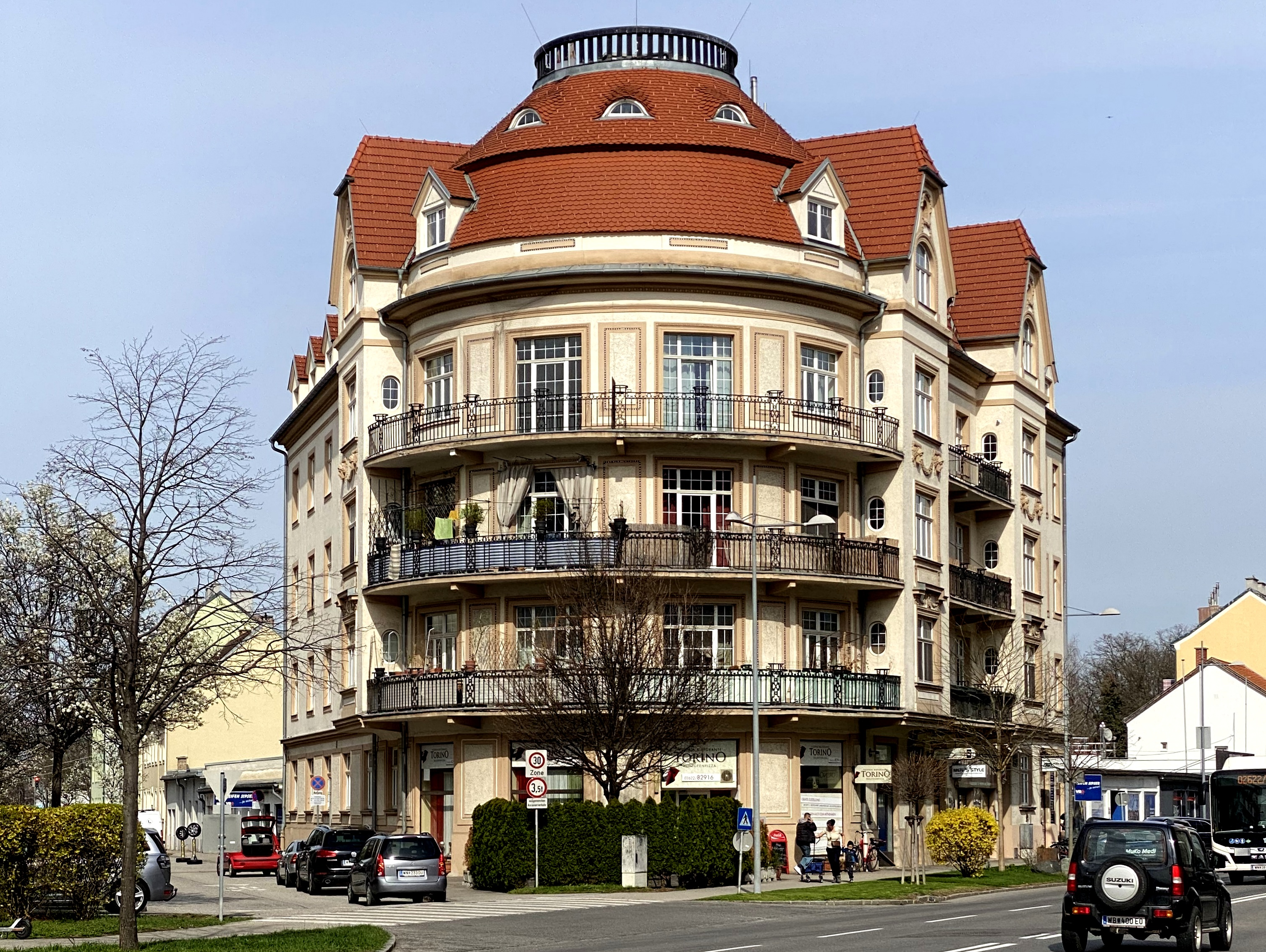
Nummer 52
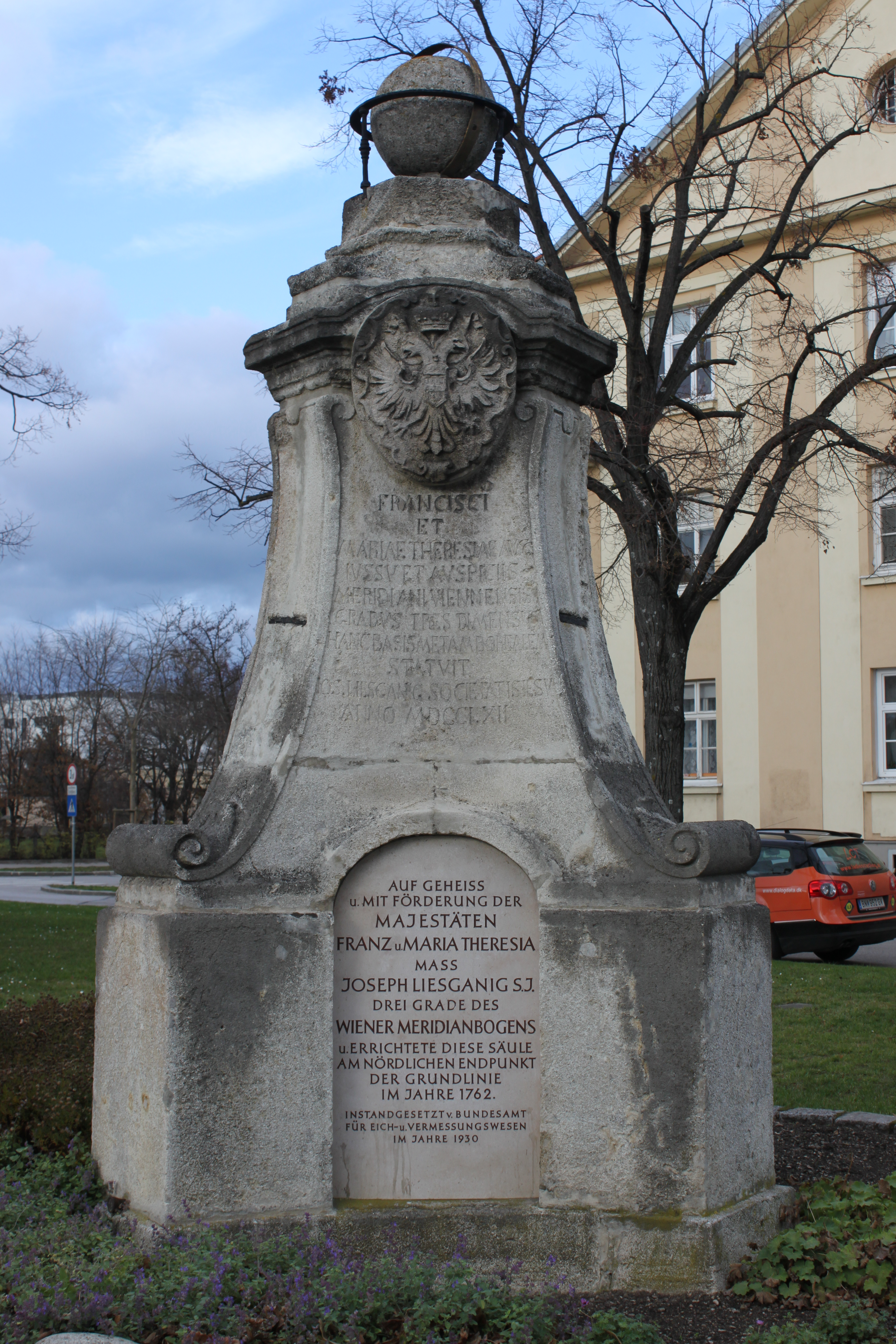
Liesganigstein
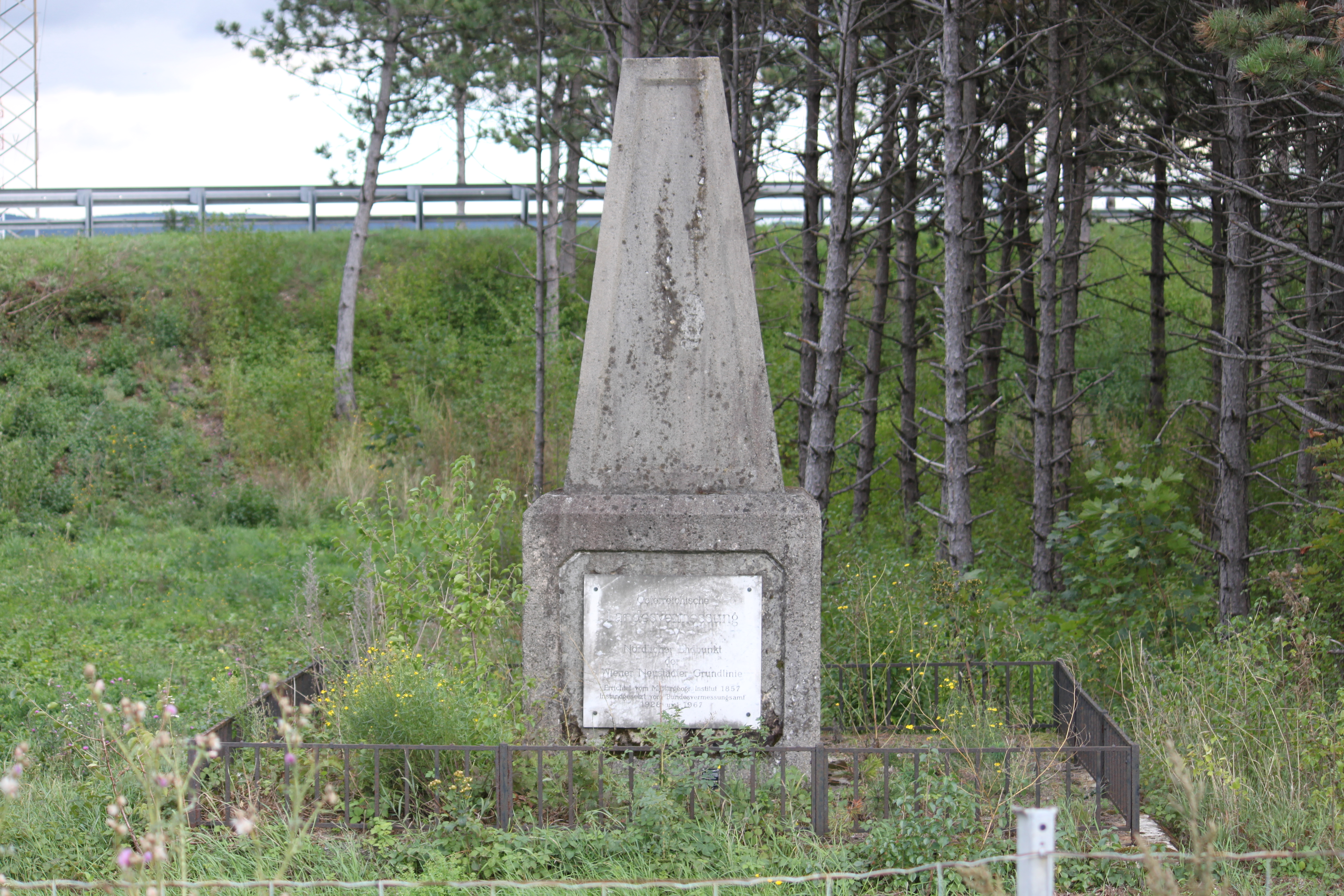
Nördlicher Basisendpunkt